# 交叉点 〜そう それがそう〜
「交叉点 〜そう それがそう〜」（こうさてん そう それがそう）は、薬師丸ひろ子の楽曲。1997年6月21日にシングルとしてリリースされた。品番はFHDF-1638。
薬師丸のシングルとしては通算16作目。玉置浩二によるプロデュース作品である。
オリコンチャートの登場週数は4週、チャート最高順位は週間51位、累計2.1万枚のセールスを記録した。

## 収録曲
1. 交叉点 〜そう それがそう〜
作詞: 阿久悠、作曲: 玉置浩二、編曲: 有賀啓雄
  - 日本テレビ系歴史教養番組『知ってるつもり?!』エンディングテーマ
2. Heaven's Song 〜愛の繭〜　
作詞: 阿久悠、作曲: 勝木ゆかり、編曲: 有賀啓雄
  - フジテレビ系ドラマ『ミセスシンデレラ』挿入歌

## 参考資料
- 薬師丸ひろ子『交叉点 〜そう それがそう〜』（シングルCD）ファンハウス、1997年6月21日。FHDF-1638。